# Marmota camtschatica
Marmota camtschatica är en däggdjursart som först beskrevs av Peter Simon Pallas 1811.  Marmota camtschatica ingår i släktet murmeldjur och familjen ekorrar. IUCN kategoriserar arten globalt som livskraftig.
Inga underarter finns listade i Catalogue of Life. Wilson & Reeder (2005) skiljer mellan tre underarter.

## Utseende
Kännetecknande för detta murmeldjur är huvudets övre del som är täckt med svart päls. Även på ryggen är arten svartaktig eller mörkgrå. Främre halsen och bröstet har en orange färg och övriga kroppsdelar har sandfärgad päls. Individerna når en kroppslängd (huvud och bål) av 44 till 51 cm och hanar är något större än honor. Svansens längd varierar mellan 12,5 och 15 cm. Hanar kan före vinterdvalan väga upp till 7,5 kg och vissa honor väger efter dvalan så lite som 2 kg. Artens tandformel är I 1/1 C 0/0 P 2/2 M 3/3, alltså 24 tänder.

## Utbredning och habitat
Detta murmeldjur förekommer i östra Ryssland med flera från varandra skilda populationer. Utbredningsområdet sträcker sig ungefär från Bajkalsjön till Kamtjatka. Arten vistas i låga eller medelhöga bergstrakter upp till 1900 meter över havet. Habitatet utgörs av gräsmarker eller skogar.

## Ekologi
En koloni av 20 till 30 individer lever i ett komplext tunnelsystem. Större rum fodras med växtdelar som skyddar mor kylan. Kolonin består av två till tre familjer som i sin tur består av ett föräldrapar och deras ungar från olika kullar. Unga hanar lämnar kolonin vanligen efter 2-3 år när de blir könsmogna och även honor kan ansluta sig till en annan familj. Marmota camtschatica håller vanligen från september eller oktober till maj vinterdvala. Parningen sker under sena våren eller tidiga sommaren och honor har tre till elva ungar per kull. Honor parar sig inte varje år utan vartannat år eller med längre mellanrum. Dräktigheten varar allmänt 30 till 32 dagar och ungarna diar sin mor 30 till 42 dagar. Arten äter olika växtdelar och några ryggradslösa djur.
Detta murmeldjur är främst aktiv på dagen. De letar efter föda eller förbättrar tunnelsystemet. Gångarna kan vara upp till 113 meter långa och ingångarna ligger oftast nära stora stenar. Individerna har olika läten, till exempel varningsläten när fiender som rovdjur eller rovfåglar upptäcks. De markerar reviret med körtelvätska.